# Великомихайлівська сільська рада (Покровський район)
| Великомихайлівська сільська рада — колишній орган місцевого самоврядування у Покровському районі Дніпропетровської області з адміністративним центром у с. Великомихайлівка. Сільській раді були підпорядковані населені пункти: - с. Великомихайлівка - с. Вороне - с. Лісне - с. Маліївка - с. Новоселівка - с. Орестопіль - с. Соснівка - с. Хороше - с. Январське |

## Склад ради
Рада складалася з 20 депутатів та голови.

## Керівний склад сільської ради
| ПІБ                          | Основні відомості                                                                 | Дата обрання | Дата звільнення |
| ---------------------------- | --------------------------------------------------------------------------------- | ------------ | --------------- |
| Дегтярьов Сергій Миколайович | Сільський голова, 1955 року народження, освіта, член Комуністичної партії України | 26.03.2006   | 31.10.2010      |
| Финота Валентина Іванівна    | Сільський голова, 1951 року народження, освіта вища, член Партії регіонів         | 31.10.2010   |                 |

Примітка: таблиця складена за даними джерела